# Issam Dakka
Issam Dakka (Antwerpen, 3 oktober 1988) is een Belgisch acteur.
Dakka genoot een opleiding aan het Koninklijk Conservatorium Antwerpen (2014-2017). Hij is bekend van onder andere Lisa en De Luizenmoeder.

## Filmografie
- 2018 - Professor T.
- 2018 - Flikken Rotterdam
- 2019 - Baptiste
- 2019 - Geub
- 2020 - Keizersvrouwen
- 2020 - De Luizenmoeder
- 2021-2023 - Lisa
- 2021 - Hidden Assets
- 2022 - De Verraders
- 2022 - Couples Therapy
- 2022 - Lost Luggage
- 2023-heden - Dertigers
- 2023 - Het verhaal van Vlaanderen
- 2023 - Dansaertvlamingen
- 2023 - Kids on the Block
- 2023 - De twaalf
- 2023 - Everybody Loves Diamonds
- 2023 - Heima er best
- 2023 - Alter Ego